# Panchrysia
Panchrysia é um gênero de traça pertencente à família Arctiidae.